# Опольский повет (Люблинское воеводство)
Опо́льский повет (пол. Powiat opolski) — повет (район) в Польше, входит как административная единица в Люблинское воеводство. Центр повета — город Ополе-Любельске. Занимает площадь 804,14 км². Население — 60 964 человека (на 31 декабря 2015 года).

## Административное деление
- города: Ополе-Любельске, Понятова
- городско-сельские гмины: Гмина Ополе-Любельске, Гмина Понятова
- сельские гмины: Гмина Ходель, Гмина Юзефув-над-Вислой, Гмина Карчмиска, Гмина Лазиска, Гмина Вилькув

## Демография
Население повета дано на 31 декабря 2015 года.
| Перепись            | Всего  | Мужчины | Женщины |
| ------------------- | ------ | ------- | ------- |
| Всего               | 60 964 | 29 799  | 31 165  |
| Городское население | 18 229 | 8629    | 9600    |
| Сельское население  | 42 745 | 21 170  | 21 565  |